# Kozrav II.
Kozrav II., včasih tudi Parviz – Vedno zmagovit (perzijsko: خسرو پرویز), dvaindvajseti perzijski kralj (šah), ki je vladal od leta 590 do 628, * ni znano, † 28. februar 628.
Bil je sin šaha Hormizda IV. (vladal 579-590 in vnuk šaha Kozrava I. (vladal 532-579).

## Življenjepis
Zgodovinar Mohamed ibn Džarir al-Tabari je o njem zapisal:
Po pogumu, modrosti in previdnosti presega večino perzijskih kraljev. Po vojaški moči in zmagah, kopičenju bogastva in dobri sreči mu nihče ni enak, zato tudi ima pridevek Parviz – Zmagoviti.
Po legendi je imel Kozrav II. šabestan s 3.000 konkubinami.

### Prihod na prestol
Kozrava II. so na prestol pripeljali isti mogotci, ki so se uprli njegovemu očetu Hormizdu IV.. Kozrav je kmalu po kronanju svojega očeta oslepil in usmrtil. General Bahram Čobin je izkoristil njegove težave pri obvladovanju kraljestva in se razglasil za kralja Bahrama VI. (vladal 590-591).
Vojna z Bizantinskim cesarstvom, ki se je začela leta 571, se še ni končala, zato je Kozrav II. pobegnil v Sirijo in zatem v Konstantinopel. Cesar Mavricij se je strinjal, da mu bo pomagal ponovno  priti na oblast, v zameno pa bo moral Bizantinskemu cesarstvu vrniti izgubljena mesta Amido (Diyarbakır), Haran,  Daro in Mijafarakin (Silvan). Perzija bi se poleg tega ne smela več vmešavati v zadeve v Kavkaški Iberiji in Armeniji in Bizantincem prepustiti oblast v Laziki.
Večina perzijskih vodilnih državnih funkcionarjev, uradnikov, guvernerjev, vojaških poveljnikov in njihovih vojakov je priznavala Kozrava II. za svojega kralja, zato se je leta 591 z bizantinsko pomočjo vrnil v Ktezifon in nato v bitki pri Blaratonu porazil Bahrama VI.. Bahram je pobegnil k Turkom v Srednjo Azijo in se naselil v Fergani. Nekaj let kasneje ga je ubil Kozravov plačan morilec. Kozrav II. je  po njegovi smrti sklenil mir z Bizantinskim cesarstvom. Mavricij je dobil perzijski provinci Armenijo in Gruzijo in prenehal plačevati davke, ki jih je pred tem plačeval Perzijcem. 

### Vojne z Bizantinci
Glej tudi: Bizantinsko-sasanidska vojna (602–628) in Obleganje Konstantinopla (626)
Kozrav II.  je na začetku svojega vladanja je spoštljivo gledal na kristjane v svojem kraljestvu, ko je Mavricija leta 602 umoril njegov general Fokas in si prilastil bizantinski prestol, pa je kljub temu sprožil ofenzivo proti Bizantinskemu cesarstvu. Maščevanje za Mavricijev umor je bilo v resnici samo pretveza za osvojitev čim večjega kosa bizantinskega ozemlja. Perzijska vojska je napadla in izropala Sirijo in Malo Azijo in začela leta 608 prodirati proti Kalcedonu.
Leta 613 in 614 je vojska generala Šarbaraza oblegala in osvojila Damask in Jeruzalem in zmagoslavno odnesla Pravi križ. Kmalu zatem je general Šahin vdrl v Malo Azijo, večkrat porazil Bizantince in leta 618 osvojil Egipt. Bizantinski odpor je bil šibek, ker je bila njihova pozornost usmerjena na notranja nesoglasja in Avare in Slovane, ki so vdirali preko Donave.   
Kozravova vojska je med njegovim vladanjem napadla tudi Taron.
Kozrav II. je okoli leta 600 ujel in kasneje usmrtil Numana III., kralja Lahmidov iz Al-Hire, domnevno zato, ker ni podprl Kozravove vojne proti Bizantincem. Poznavalec iranske in srednjeazijske zgodovine Richard Nelson Frye trdi, da je s tem naredil usodno napako, ker se je sasanidska Perzija v vojnah z Bizantinskim cesarstvom pred tem na jugu naslanjala na puščavo in tamponsko arabsko državo Lahmidov, ki je po Numanovi smrti izginila.  Končna posledica je bila izguba južnega Iraka, katerega je manj kot desetletje po Kozravovi smrti osvojila vojska islamskih kalifov.

### Napad Bizantincev in Kozravov poraz
Leta 622 je bizantinski cesar Heraklij, ki je leta 610 nasledil Fokasa, uspel zbrati veliko vojsko, s katero je leta 624 vdrl v severno Medijo in uničil velik tempelj v Taht i-Sulejmanu. Leta 626 je zavzel še Laziko. Malo kasneje istega leta je perzijski general Šahrbaraz prodrl proti Kalcedonu in poskušal s pomočjo svojih zaveznikov Avarov zavzeti Konstantinopel. Načrt je spodletel in poraženi general se je konec leta 628 s svojo armado umaknil iz Male Azije.    
Po hazarski invaziji v Zakavkazje leta 627 je Heraklij porazil perzijsko armado v bitki pri Ninivah in nadaljeval pohod proti Ktezifonu. Kozrav je brez odpora pobegnil iz svoje priljubljene rezidence Dastgerd pri Bagdadu. Nekaj perzijskih velikašev je medtem osvobodilo njegovega najstarejšega  sina Kavada II., ki ga je zaprl sam Kozrav, in ga v noči med 23. in 24. februarjem 628 proglasilo za kralja. Štiri dni kasneje so Kozrava umorili  v njegovi palači ali pa so ga morda peti dan v ječi počasi ubili s puščicami.  Heraklij se je medtem zmagoslavno vrnil v Konstantinopel. Leta 629 so mu Perzijci vrnili Kristusov križ in se umaknili iz Egipta. Sasanidsko cesarstvo je s svojega viška samo deset let kasneje potonilo v anarhijo, dokler ga niso po letu 634 osvojile armade prvih islamskih kalifov.

## Kozrav II. v umetnosti
Bitke med Heraklijem in Kozravom so upodobljene na slavni zgodnjerenesančni freski Pietra della Francesca, ki je del cikla Zgodovina Kristusovega križa v cerkvi sv. Frančiška v Arezzu. Kozrav je upodobljen tudi na freskah Ajanta.